# Ближче, Господи, до Тебе

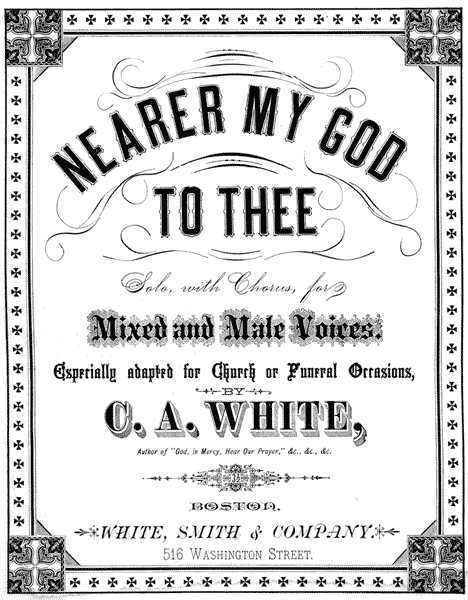
Обкладинка нотного видання. Бостон, 1881 рік.

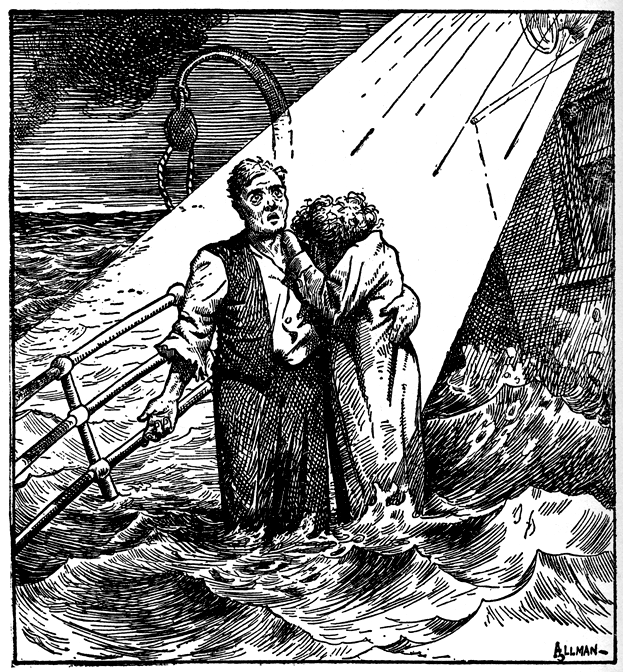
«Nearer, My God, To Thee» – рисунок 1912 року

«Ближче до Тебе, Господи» — християнський хорал, заснований на вірші «Nearer, My God, to Thee» написаний в 1841 році англійською поетесою Сарою Флауер Адамс. Вірш має багато музичних версій, найвідомішою з яких є Bethany композитора Ловела Мейсона. Співом хору хорал в основному супроводжується в англомовних країнах, де його часто грають на похоронах або траурних церемоніях.
«Ближче, Господи, до Тебе» став широко відомим завдяки легенді, за якою цей хорал грав оркестр «Титаніка» коли він тонув.

## Текст англійською (оригінал)
1. Nearer, my God, to Thee, nearer to Thee!
E'en though it be a cross that raiseth me;
Still all my song would be nearer, my God, to Thee,
Nearer, my God, to Thee, nearer to Thee!
2. Though like the wanderer, the sun gone down,
Darkness be over me, my rest a stone;
Yet in my dreams I'd be nearer, my God, to Thee,
Nearer, my God, to Thee, nearer to Thee!
3. There let the way appear steps unto heav'n;
All that Thou sendest me in mercy giv'n;
Angels to beckon me nearer, my God, to Thee,
Nearer, my God, to Thee, nearer to Thee!
4. Then with my waking thoughts bright with Thy praise,
Out of my stony griefs Bethel I'll raise;
So by my woes to be nearer, my God, to Thee,
Nearer, my God, to Thee, nearer to Thee!
5. Or if on joyful wing, cleaving the sky,
Sun, moon, and stars forgot, upwards I fly,
Still all my song shall be, nearer, my God, to Thee,
Nearer, my God, to Thee, nearer to Thee!

## Український переклад
1. До Тебе, Боже мій, ближче я йду;
Хоч би і на хресті розп'ятий був,
Співав би я й тоді:
«До Тебе, Боже мій, До Тебе, Боже мій, ближче я йду!»
2. Хоч би, мов мандрівник, сонце зайшло,
На скелі в тьмі моє ложе було,
Співав би я і в сні: «До Тебе, Боже мій, До Тебе, Боже мій, ближче я йду!»
3. Хай, сллючи, сходи вздрю, що в небо йдуть;
Дані дари мені від Тебе суть.
Хай ангели Твої путь вказують мені,-
«До Тебе, Боже мій, ближче я йду!»
4. Прокинусь, і в думках моїх, як дар,
Поставлю, Боже мій, Тобі вівтар.
Співатиму й в журбі: «До Тебе, Боже мій, До Тебе, Боже мій, ближче я йду!»
5. Коли б у небо я навіть злітав,-
Сонце, місяць, зірки я б проминав...
Співав би я й тоді: «До Тебе, Боже мій, До Тебе, Боже мій, ближче я йду!»
Примітка: Український переклад взятий із сайту songs.fleita.com [Архівовано 6 березня 2016 у Wayback Machine.]

## Цікавинки
- 6 січня 2015 року у мережу потрапив відеозапис телеканалу CNN який нібито зберігався на випадок кінця світу. У записі показано як військовий оркестр грає гімн Ближче, Господи, до Тебе.[1]